# Weimarrepublikken
Weimarrepublikken (tysk: Weimarer Republik) er det uofficielle navn på Det tyske rige for perioden fra 1918 til 1933.
Tyskland blev de facto en republik den 9. november 1918, da kejser Wilhelm II abdicerede som tysk kejser og preussisk konge umiddelbart inden Det tyske kejserriges nederlag i 1. verdenskrig, og uden at der blev udpeget en efterfølger. I februar 1919 blev Tyskland formelt en republik, da Friedrich Ebert blev udpeget som Rigspræsident for Tyskland. Der blev herefter afholdt en nationalforsamling i byen Weimar i Thüringen, der den 1. august 1919 vedtog en demokratisk forfatning for Tyskland. Den nye forfatning fik hurtigt navnet Weimarforfatningen og inspirerede til at kalde den nye republik Weimarrepublikken. Tyskland hed fortsat officielt Det tyske rige (Deutsches Reich).
Weimarrepublikken stod over for en række alvorlige problemer: hyperinflation, politisk ekstremisme fra både højre- og venstrefløj samt et anstrengt forhold til 1. verdenskrigs sejrherrer. Tysk utilfredshed med vilkårene i Versailles-traktaten var stærk især på den politiske højrefløj, og der var her en stærk utilfredshed med de politikere og politiske kræfter, der havde underskrevet fredsaftalen. Weimarrepublikken opfyldte de fleste af Versailles-traktatens krav, selv om kravene om nedrustning og betaling af krigsskadeerstatning ikke blev opfyldt fuldt ud. Ved Locarno-traktaten anerkendte Tyskland de nye grænser mod vest og frafaldt krav på landområder i Frankrig og Belgien, men Locarno-traktaten løste ikke Tysklands territoriale krav mod øst. Traktaten banede vej for Tysklands optagelse i Folkeforbundet.
Fra omkring 1930 anvendte rigspræsident Hindenburg Weimarforfatningens artikel 48 til at støtte rigskanslerne Heinrich Brüning, Franz von Papen og general Kurt von Schleicher. Depressionen ramte Tyskland hårdt bl.a. som følge af Brünings deflations-politik, som førte til en stærkt stigende arbejdsløshed. I 1933 udpegede Hindenburg Adolf Hitler som rigskansler med Nazi-partiet som del af en koalitionsregering, hvor Nazi-partiet havde to af 10 pladser. Nogle måneder senere havde Rigsdagsbrandforordningen og Bemyndigelsesloven imidlertid sat Weimarrepublikkens demokratiske organer ud af spillet og republikkens parlament uden for indflydelse. Bemyndigelsesloven blev vedtaget den 23. marts 1933 med to tredjedeles flertal i Rigsdagen, selv om NSDAP og dets støtter ikke havde flertal: dels på grund af det katolske centerpartis støtte, dels fordi alle kommunisternes og mere end 20 af socialdemokraternes rigsdagsmedlemmer var fængslet eller på flugt. Ved bemyndigelsesloven ophørte Weimarrepublikken reelt med at eksistere.

## Medlemsstater i Weimarrepublikken i 1925
| Stat                   | Areal (km²) | Indbyggere | Indb./km² | Hovedstad    |
| Fristaten Anhalt       | 2 313,58    | 351 045    | 143       | Dessau       |
| Baden                  | 15 069,87   | 2 312 500  | 153       | Karlsruhe    |
| Bayern                 | 75 996,47   | 7 379 600  | 97        | München      |
| Fristaten Braunschweig | 3 672,05    | 501 875    | 137       | Braunschweig |
| Bremen                 | 257,32      | 338 846    | 1 322     | Bremen       |
| Hamburg                | 415,26      | 1 132 523  | 2 775     | Hamburg      |
| Hessen                 | 7 691,93    | 1 347 279  | 167       | Darmstadt    |
| Lippe                  | 1 215,16    | 163 648    | 135       | Detmold      |
| Lübeck                 | 297,71      | 127 971    | 430       | Lübeck       |
| Mecklenburg-Schwerin   | 13 126,92   | 674 045    | 51        | Schwerin     |
| Mecklenburg-Strelitz   | 2 929,50    | 110 269    | 38        | Neustrelitz  |
| Oldenburg              | 6 423,98    | 545 172    | 85        | Oldenburg    |
| Fristaten Preussen     | 292 695,36  | 38 175 986 | 130       | Berlin       |
| Sachsen                | 14 986,31   | 4 992 320  | 333       | Dresden      |
| Schaumburg-Lippe       | 340,30      | 48 046     | 141       | Bückeburg    |
| Thüringen              | 11 176,78   | 1 607 329  | 137       | Weimar       |
| Württemberg            | 19 507,63   | 2 580 235  | 132       | Stuttgart    |
| Tyskland               | 468 116,13  | 62 410 619 | 134       | Berlin       |
| Saarområdet            | 1 910,49    | 768 000    | 402       | Saarbrücken  |

- Note: Saarområdet var ikke del af Tyskland på dette tidspunkt. Tallene for Waldeck medtages under oplysningerne om Preussen.

## Weimarrepublikkens opbygning

### Weimarrepublikkens forfatning
Det tyske riges forfatning af 11. august 1919 lagde navn til republikken. Efter forfatningen var Tyskland en republik, hvis statsmagt udgik fra folket, og hvis områder bestod af de ved Versaillesfreden af 1919 indskrænkede landområder, som i det hele faldt sammen med de tidligere tyske enkeltstaters. Dog kunne disse ændres ved rigslov, og en sådan ændring indtrådte delvist kort efter forfatningens vedtagelse, idet de 7 små lande Sachsen-Weimar-Eisenach, Sachsen-Meiningen, Reuss, Sachsen-Altenburg, Sachsen-Gotha — ikke Sachsen-Coburg, der blev forenet med Bayern — Schwarzburg-Rudolstadt og Schwarzburg-Sondershausen fra 1. maj 1920 blev forenede til et nyt land, Thüringen.

I øvrigt var landene de samme som de tyske enkeltstater, mens deres stilling til riget blev mere underordnet, hvorfor de heller ikke i rigsforfatningen benævntes "stater", men kun "lande". Ikke alene var rigets kompetence langt mere udvidet end før, så landene havde mistet såvel enhver selvstændig ret til at optræde udad, som enhver selvstændig myndighed til at pålægge skatter, men det rigsorgan, hvorigennem de enkelte lande som sådan deltog i rigsstyrelsen, rigsrådet, stod i betydning langt tilbage for det tidligere, de forbundne regeringer repræsenterende forbundsråd, der retligt var at anse som rigets øverste organ.

Dernæst var det nu også rigsforfatningen, der bestemte, hvilken regeringsform de enkelte lande måtte have, idet det i artikel 17 udtaltes, at ethvert land skulle have en republikansk — "freistaatliche" — forfatning, at folkerepræsentationen skulle være valgt ved almindelige lige, umiddelbare og hemmelige valg af alle rigstyske mænd og kvinder efter grundsætningerne for forholdstalsvalg, og at landsregeringerne skulle have repræsentationens tillid. De enkelte tyske lande kunne altså ikke mere frit skifte regeringsform, altså fx indføre diktatur eller genindføre monarkiet, uden at krænke rigsforfatningen. Ikke desto mindre var de tyske "lande" fortsat at anse for stater, der selv havde givet sig deres egne forfatninger og derfor også inden for rigsforfatningens rammer selv kunne ændre dem. Men de var naturligvis nu i endnu højere grad end før ikke-suveræne stater — de tidligere enkelte større stater hjemlede reservatrettigheder var nu helt bortfaldne — og den øverste statsmagt i den forbundsstat, som Tyskland vedblivende udgjorde, lå i endnu højere grad end før hos rigets organer.
Mens tidligere forbundsrådet og kejseren som rådets chef var rigets øverste organ, og rigsdagen kun spillede en mere underordnet rolle, var nu rigsdagen som repræsentant for hele det tyske folk i forfatningen stillet i spidsen som øverste rigsorgan. Valgret havde alle 20-årige eller ældre mænd og kvinder, og valgene skete som forholdstalsvalg på den måde, at hver partiliste fik en repræsentant for hver 60.000 stemmer, der var afgivet til listen. Antallet af rigsdagens medlemmer svingede altså efter antallet af afgivne stemmer, i 1924 var det 459, i 1926 493. Valgene skete for fire år, men rigspræsidenten kunne opløse rigsdagen inden valgperiodens udløb, dog kun én gang af samme grund. Rigsdagen bestemte selv, hvornår dens samling skulle afsluttes, derimod prøvedes valgbrevene ikke af den selv men af en særlig valgprøvelsesdomstol. Foruden de almindelige udvalg nedsatte rigsdagen et stående udvalg for udenrigske anliggender, der også kunne fungere efter samlingens slutning, valgperiodens udløb og efter rigsdagens opløsning, og et lignende stående udvalg nedsatte den til at varetage folkerepræsentationens rettigheder lige over for rigsregeringen i den tid, rigsdagen ikke var samlet.

### Rigspræsidenten
Rigsdagen var dog ikke det eneste direkte af folket valgte rigsorgan. Tværtimod havde rigsdagen i så henseende til en vis grad en konkurrent i republikkens overhoved, rigspræsidenten. Mens den første foreløbige rigspræsident — Friedrich Ebert — var blevet valgt af nationalforsamlingen, skulle nemlig efter rigsforfatningens artikel 41, der omsider ved Eberts død 1925 trådte i kraft, den tyske rigspræsident lige som i USA, men modsat i Frankrig, vælges ikke af folkerepræsentationen men af det samlede tyske folk. Valget, der var umiddelbart og hemmeligt, skete for syv år, og genvalg var uden indskrænkning tilladeligt. Inden denne frists udløb kunne han vel ekstraordinært afsættes ved en folkeafstemning efter forslag af rigsdagen, men til rigsdagens beslutning krævedes 2/3 flertal, og hvis afsættelsen forkastes ved folkeafstemningen, betragtes præsidenten som genvalgt og rigsdagen som opløst. Rigspræsidenten repræsenterede riget udad til og indgik forbund med fremmede stater. Til krigserklæring og fredsslutning krævedes dog rigslov, og til traktater, der angik rigslovgivningen, krævedes rigsdagens samtykke. Han udnævnte og afskedigede rigsembedsmændene, havde overbefaling over rigets samlede stridsmagt og kunne ved hjælp af den væbnede magt om fornødent tvinge et land til lydighed, der ikke ville opfylde sine pligter mod riget. Han havde desuden ifølge den allerede oftere anvendte artikel 48 beføjelse til, når den offentlige sikkerhed og orden i det tyske rige i væsentlig grad forstyrredes eller blot udsattes for fare, at træffe de til den offentlige sikkerheds og ordens genoprettelse nødvendige forholdsregler og til om fornødent at skride ind med hjælp fra den væbnede magt, ja, han kunne endog i det øjemed sætte en hel række af de vigtigste i forfatningen hjemlede grundrettigheder helt eller delvis ud af kraft og eventuelt indføre militært diktatur. Når dertil kom, at han i henhold til artikel 25 altid kunne opløse rigsdagen, var det altså en ret stor magt, der var tillagt ham. Værnet imod misbrug lå foruden i, at han selv kunne anklages for statsdomstolen i tilfælde af tilregnelig krænkelse af rigsforfatningen eller af en rigslov, deri, at alle forføjninger af ham skulle medunderskrives af rigskansleren eller den vedkommende rigsminister, der både var strafferetligt og parlamentarisk ansvarlige for regeringens førelse. Den ansvarlige rigsregering, rigskansleren og rigsministrene, udnævntes vel og afskedigedes af rigspræsidenten, men ifølge artikel 54 skulle de til deres embedsførelse have rigsdagens tillid, og enhver af dem måtte derfor træde tilbage, når rigsdagen ved en udtrykkelig beslutning havde unddraget ham sin tillid. Den tyske rigsforfatning af 1919 var den første forfatning, der på denne måde udtrykkeligt havde søgt at slå parlamentarismen grundlovsmæssigt fast. Rigskansleren bestemte retningslinjerne i politikken, men i øvrigt ledte enhver rigsminister under eget ansvar over for rigsdagen selvstændigt sit ministerium.

### Rigsrådet
Skønt rigsdagen kun udgjorde ét kammer, var det dog kun tilsyneladende, at den tyske rigsforfatning hvilte på etkammersystemet, thi ved siden af rigsdagen fandtes endnu et andet rigsorgan, der i virkeligheden delvis indtog et andet- eller førstekammers stilling, nemlig rigsrådet. Dette bestod af repræsentanter for de enkelte lande således, at hvert land havde mindst én stemme og de større lande én stemme for hver 700.000 indbyggere, men intet land dog mere end 2/5 af alle stemmerne. I 1927 var stemmetallet således 66, deraf havde Preussen 26, Bayern 10, Sachsen 7, Württemberg 4, Baden 3, Thüringen, Hessen og Hamburg hver 2 og de øvrige stater hver 1. Efter forfatningens artikel 61 skulle også Tysk-Østrig efter dets tilslutning til riget deltage i rigsrådet med et til dets befolkning svarende stemmetal og skulle indtil da have en rådgivende stemme, men denne bestemmelse forblev uvirksom, da Tyskland ved Versaillesfreden måtte anerkende Østrig som en uafhængig stat, hvis uafhængighed ikke måtte ændres, medmindre Folkeforbundets råd gav sit samtykke dertil. Efter hver folketælling fastsattes stemmetallet på ny af rigsrådet selv. Landene var berettigede til at sende så mange repræsentanter til rigsrådet, som de førte stemmer, men repræsentanterne skulle være medlemmer af landenes regeringer bortset fra Preussen, for hvis vedkommende halvdelen besattes af de preussiske provinsforvaltninger. Rigsrådet udøvede for det første medvirken ved rigslovenes udarbejdelse og vedtagelse, selv om det i sidste henseende kun skete i form af en såkaldt indsigelsesret, idet rigsrådet vel havde et suspensivt veto over for alle rigslove, men dette dog regelmæssigt kunne væltes ved gentagen vedtagelse med 2/3 flertal fra rigsdagens side. Dog kunne rigspræsidenten altid bestemme, at uenigheden mellem de to forsamlinger skulle afgøres ved folkeafstemning. Dernæst udøvede rigsrådet den medvirkning ved det årlige rigsbudgets fastsættelse, at rigsdagen ikke uden dets samtykke kunne forhøje udgifter eller indsætte nye på finanslovforslaget. Men endelig udøvede rigsrådet også en betydningsfuld medvirkning ved rigsforvaltningen.

### Rigsøkonomirådet
En ejendommelighed ved den nye tyske rigsforfatning var, at den indeholdt et tilløb til et tredjekammer ved dens bestemmelse i artikel 165 om oprettelsen af et rigsøkonomiråd (reichswirtschaftsrat). Det bestod af repræsentanter for kredsarbejderrådene og rigsarbejderrådet i forbindelse med repræsentanter for arbejdsgiverne og andre interesserede folkekredse og udøvede rådgivende medvirkning ved socialiseringslove og lignende love. Socialpolitiske love af grundlæggende betydning skulle nemlig af rigsregeringen før deres indbringelse for rigsdagen forelægges rådet til betænkning. Rådet havde yderligere ret til selv at andrage om forelæggelse af sådanne lovforslag, og hvis rigsregeringen ikke tiltrådte dem, så skulle den indbringe dem for rigsdagen, hvor rådet også selv kunne give møde gennem et af sine medlemmer. Rådet trådte som blot foreløbigt ud i livet den 30. juni 1920 og talte i 1927 i alt 326 medlemmer.

### Folkets magt
Endelig fremtrådte også nu i visse tilfælde selve det tyske folk som umiddelbart øverste rigsorgan og ikke som tidligere som blot middelbart valgorgan, idet folkeafstemning og folkeinitiativ nu blev indført. Ikke blot rigspræsidenten kunne altid lade en af rigsdagen vedtaget lov underkaste folkeafstemning, men såfremt 1/3 af rigsdagen forlangte en rigslovs forkyndelse udsat i to måneder, skulle den altid underkastes folkeafstemning, hvis 1/10 af samtlige vælgere forlangte det. Folkeafstemning kunne ligeledes af 1/10 af de stemmeberettigede forlanges over et af dem selv udarbejdet lovforslag, der dog først skulle forelægges rigsdagen. Til at sætte en af rigsdagen vedtaget beslutning ud af kraft måtte dog flertallet af de stemmeberettigede deltage i afstemningen. Også ved ændringer af forfatningen, der kun kunne vedtages med kvalificeret flertal på rigsdagen, kunne folkeafstemning anvendes, men skulle en forfatningsændring vedtages efter folkeinitiativ, måtte flertallet af de stemmeberettigede stemme derfor. En sådan folkeafstemning — med negativt resultat — afholdtes første gang i 1926 angående erstatningen til de tyske fyrster. Derimod var folkeafstemning ikke nødvendig ved ændring af forfatningen, og selv forfatningens fuldstændige ophævelse ville derfor kunne ske uden, at folket direkte blev spurgt.

### De tyske lande
Som anført var rigets kompetence i forhold til de enkelte lande blevet meget udvidet. Således var det nu ikke blot riget alene, der kunne udsende gesandter og konsuler og på egen hånd slutte traktater med udlandet — når der alligevel var blevet oprettet et fransk gesandtskab i München, var det altså i strid med rigsforfatningen — men rigets forsvar var nu også ikke blot til vands, men også til lands — hvorved erindres, at værnepligt var blevet afskaffet i henhold til Versaillestraktaten af 1919 — helt og holdent et rigsanliggende. Derimod udøvedes retsplejen i det hele i det tidligere omfang af rigsretten og landenes domstole. Dog var alle militære retter bortfaldne, bortset fra krigstider og om bord på krigsskibe og bortset ligeledes fra krigsretter og standretter i tilfælde af indførelse af belejringstilstand. En særlig statsdomstol til pådømmelse af anklager mod rigspræsidenten og rigsministrene samt af statsretlige tvistigheder mellem riget og landene eller de enkelte lande indbyrdes blev oprettet ved en rigslov af 9. juli 1921. Den bestod af rigsrettens præsident som formand, et medlem valgt henholdsvis af den preussiske overforvaltningsret, den bayerske øverste landsret og den hanseatiske overlandsret samt af 10 andre bisiddere, valgte i fællesskab af rigsdag og rigsråd. Endvidere oprettedes på grund af mistillid til de retskyndige dommeres trofasthed over for republikken ved rigslov den 21. august 1922 en særlig statsdomstol til beskyttelse af republikken. Den pådømte forbrydelser mod republikken eller imod medlemmer af den nuværende eller tidligere republikanske regering i riget eller i landene med videre og bestod af tre medlemmer af rigsretten samt af seks andre medlemmer, der ikke behøvede at opfylde betingelserne for at beklæde dommerembede. Medlemmerne udnævntes for lovens varighed (5 år) af rigspræsidenten.

### Borgerrettigheder
Endelig udmærkede den nye tyske rigsforfatning sig ved det usædvanligt store antal friheds- og grundrettigheder, som den anerkendte. Mange af de egentlige frihedsrettigheder kunne dog for ubestemt tid suspenderes ved et dekret af rigspræsidenten eller af regeringen i de enkelte lande i henhold til artikel 48, når den offentlige sikkerhed og orden i riget eller i det pågældende land udsattes for fare.

### Rigsregeringen
Med hensyn til rigsforvaltningen var rigsregeringen fordelt på 10 ministerier: udenrigs-, indenrigs-, rigsøkonomiministeriet (reichswirtschaftsministerium), arbejdsministeriet, ministeriet for næring og landbrug, rigsforsvarsministeriet, justits-, finans- og postministeriet samt rigstrafikministeriet (reichsverkehrministerium). Foruden den øverste civile og kriminelle rigsdomstol, rigsretten i Leipzig, der bestod af en præsident, syv senatspræsidenter og 80 andre dommere, og de forannævnte to nye statsdomstole fandtes der også en regnskabsret i Potsdam.

## Forsvaret

### Hæren
Ved Versaillestraktaten blev der fastsat en begrænsning for Tysklands hærvæsen. De herved givne indskrænkninger gik i hovedsagen ud på følgende:
Den tyske hær måtte ikke udgøre mere end 7 infanteridivisioner og 3 kavaleridivisioner, hele styrken ikke mere end 100.000 mand (heri indbefattet officerer, disses antal måtte ikke overstige 4.000), og hæren skulle alene være bestemt til at opretholde orden og til bevogtning af grænserne (la police des frontières).
Den almindelige værnepligt ophæves, og hæren måtte kun rekrutteres ad frivillighedens vej.
Den store generalstab måtte ikke genoprettes under nogen som helst form.
Hæren — rigsværnet som den nu kaldtes — bestod af 7 infanteridivisioner og 3 kavaleridivisioner, der er fordelt mellem 2 gruppekommandoer, hvoraf den ene har 4 infanteridivisioner og 2 kavaleridivisioner, den anden 3 infanteridivisioner og 1 kavaleridivision under sig.
Hver infanteridivision bestod af 3 infanteriregimenter, 1 eskadron, 1 artilleriregiment, 1 pionerbataillon, 1 forbindelsesafdeling, 2 trænafdelinger (1 for heste, 1 for automobiltræn), 1 sanitetsafdeling.
Hver kavaleridivision bestod af 6 regimenter og 1 artilleriafdeling (3 batterier).
Fodfolket bestod af 21 linjeregimenter, hvert på 3 batailjoner og 1 minekasterkompagni. Der var desuden 21 uddannelsesbatailloner. Regimentet omfatter i alt 16 kompagnier (12 linjekompagnier, 1 minekasterkompagni og 3 uddannelseskompagnier). Hver batailjon havde 3 infanterikompagnier og 1 maskingeværkompagni.
Rytteriet bestod af 18 regimenter à 4 eskadroner; desuden var der 18 uddannelseseskadroner samt 7 eskadroner, der dannede divisionsrytteriet.
Artilleriet bestod af 7 regimenter à 3 afdelinger à 3 batterier. Desuden var der 7 uddannelsesbatterier og 3 Afdelinger ridende artilleri.
Ingeniørtropperne omfattede 7 batailjoner à 2 kompagnier.
Traintjenesten omfattede 14 afdelinger: 7 for hestetræn, 7 for automobiltræn.
Sanitetstjenesten 7 afdelinger.
Rekruttering. Mandskabet tilvejebragtes ved hvervning. De, der ønskede at tjene i hæren, blev engageret på 12 år, hvor efter de
normalt var løst fra deres forpligtelse.
Riget var delt i 7 udskrivningsområder: Königsberg, Stettin, Berlin, Dresden, Stuttgart, Münster og München.
I Bayern, Sachsen, Württemberg, Baden og Hessen var der stedlige militære myndigheder, som varetog den pågældende stats særlige interesser (blandt andet med hensyn til udnævnelser af chefer og embedsmænd, rekrutteringsspørgsmål og lignende), lige som de vågede over, at statens økonomiske krav skete fyldest.
Øverste hærledelse: Rigets præsident er den øverste chef for hær såvel som for marine. Krigsministeren havde — under præsidenten — befalingen over hæren. I spidsen for den stod der imidlertid en chef for hærledelsen. Den stilling var i en årrække beklædt af general v. Seeckt, der med stor dygtighed havde organiseret den tyske hær. Krigsministeriet var nærmest kun en forvaltningsmyndighed.
Den øverste hærledelse omfattede hærledelsens stab og ledelsen af den militære uddannelse og har 4 bureauer, mellem hvilke tjenesten var fordelt således:
1. Personelle sager,
2. Troppeanliggender (herunder blandt andet organisation, statistiske spørgsmål, militære transporter) samt politiske spørgsmål (blandt andet forhold vedrørende udførelsen af fredstraktaten).
3. Militær administration (blandt andet kasernering, øvelsespladser, regnskabsvæsen, beklædning, forplejning med mere).
4. Bevæbningsspørgsmål.[11]

Til den øverste hærledelse var der knyttet 10 inspektioner: for fodfolk, rytteri, artilleri, ingeniørtropper og fæstningsvæsen, transporttropper, forbindelsestropper, sundhedstjeneste, dyrlægetjeneste, militær undervisning, inspektion af våben og materiel.

### Befæstningsvæsen
Tysklands befæstningsvæsen før verdenskrigen var, i god overensstemmelse med hærledelsens krigsplaner, ordnet således, at vægten hovedsagelig var lagt på grænsebefæstningerne, kun i mindre grad på fæstninger inde i landet. Mod vest dannede Rhinlinjen en mægtig barriere, hvis forsvar yderligere var styrket ved en række fæstninger: Wesel, Koblenz, Köln, Mainz, Germersheim, Strassburg og Neubreisach — det hele et system af rent defensiv karakter. Men foran denne linje lå mellem Mosel og Rhinen, opmarchrummet under en krig med Frankrig og beskyttet af en række fuldt moderne fæstninger: Diedenhofen, Metz, "Feste Kaiser Wilhelm II" (20 km vest for Strassburg), Kastenbrunnen, Dangelsheim — alt i alt en befæstet region af afgjort offensiv karakter.
Mod syd var grænsen mod Schweiz ubeskyttet, i Donaudalen lå fæstningerne Ulm og Ingolstadt.
Mod sydøst var grænsen beskyttet af fæstningerne Neisse, Glatz, Königstein, Glogau og flere andre — for en stor del mindre moderne.
Grænsen mod øst var den mest truede, og på grund af sin udstrækning og form var den vanskelig at forsvare. Her fandtes et stort antal større og mindre fæstninger. I Østpreussen den store fæstning Königsberg, endvidere »Feste Boyen« og en del mindre befæstningsanlæg til forsvar af passagerne mellem de masuriske søer. Forsvaret af Weichsellinjen var styrket ved fæstningerne Thorn, Kulm, Graudenz, Marienburg og Danzig. Ved grænsen mod Polen lå Posen. Længere tilbage oderfæstningerne Glogau og Küstrin.
Af langt mindre betydning var fæstningerne i landets mere centrale del; de var for størstedelen forældede.
Kystbefæstningerne var talrige og stærke. Ved Østersøen lå Memel, Pillau, Weichselmünde, Danzig og Swinemünde. Kielerkanalens mundinger var dækket af stærke befæstningsanlæg. Wilhelmshafen var stærkt befæstet. Nordsøkystens flodmundinger var forsvaret af befæstningsanlæg ved Cuxhafen, Geestemünde og Bochum. Endelig beskyttede det stærkt befæstede Helgoland farvandet mellem Kanalen og Nordsøens flodmundinger.
Ingen af de tyske fæstninger blev angrebet under 1. verdenskrig undtagen fra luften.
Efter Versaillesfredens bestemmelser skulle alle fæstninger mellem Rhinen og en henved 50 km øst derfor dragen linje desarmeres og sløjfes. Fæstningerne mod syd og øst kunne bevares; en stor del af dem overgik ved fredsslutningen til Polen.

### Søværnet
Den tyske sømagt var ikke gammel, idet den må regnes fra midten af det 19. århundrede. Kort efter at den var skabt, overtoges den af Preussen, der førte krigen mod Danmark 1864 og Østrig 1866. 1864 bestod flåden af 5 dampkorvetter, 20 dampkanonbåde og 2 hjuldampere samt nogle sejlskibe og var den danske så underlegen, at Danmark uhindret kunne blokere hele den preussiske kyst. Efter 1864, da Kiel erhvervedes og straks gjordes til krigshavn, arbejdedes der på flådens forøgelse, i begyndelsen langsomt, da de andre tyske sømagter var ængstelige for Preussens herredømme på søen, senere ved dannelsen af det Nordtyske Forbunds søværn 1867 med større energi. Den tyske flåde var dog den franske langt underlegen i krigen 1870 og bestod da kun af 3 panserfregatter, 2 panserkanonbåde, 11 krydsere og avisoer og 22 kanonbåde. Efter den sejrrige krig og Kejserriget Tysklands dannelse steg Tysklands magt og velstand med mægtig hast. Tysklands voksende handel og industri med markeder over alle egne af jorden, og oprettelsen af kolonier bidrog til en forceret udvikling af søværnet. Kielerkanalen byggedes og udvidedes, efter som krigsskibenes dybgang tiltog, og Helgoland erhvervedes fra England, begge dele af stor søstrategisk betydning. Under admiral von Tirpitz’ ledelse og med kejser Wilhelm 2.s kraftige støtte tog den maritime udvikling en sådan fart, at Tyskland ved verdenskrigens udbrud var i færd med at komme op på siden af verdens største sømagt, England. Under krigen tilkom 6 kampskibe à 26.000 t, 3 kampkrydsere à 27.000 t, 12 lette krydsere, et stort antal jagere og undervandsbåde foruden 83 luftskibe.

Tabene i krigen var ikke store for kampskibenes vedkommende, nemlig 1 ældre slagskib, 1 ny kampkrydser samt 5 panserkrydsere, men derimod for de mindre, af hvilke mistedes: 19 lette krydsere, 5 kanonbåde, 96 torpedobåde samt 178 undervandsbaade, næsten samtlige luftskibe og en mængde mineskibe, hjælpekrydsere og forpostskibe med mere. Efter den tabte krig blev Tysklands flåde reduceret til: 6 slagskibe på ikke over 10.000 t, 6 krydsere på ikke over 6.000 t samt 12 torpedobåde og ingen luftskibe eller undervandsbåde. Besætningen måtte kun udgøre 1.500 officerer og 15.000 mand.

## Weimarrepublikkens historie

### Den tyske borgerkrig november 1918-august 1919
Perioden fra første verdenskrigs afslutning 11. november 1918 til vedtagelsen af Weimar-forfatningen 1. august 1919 var præget af store interne stridigheder og regulær krig mellem socialistiske militsgrupper og højrenationale frikorps. De forsøgte i mangel på en egentlig tysk sikkerhedsstyrke at bevæge det tyske rige i hver sin retning.

#### Fredsbestræbelser
Den 9. februar 1918 sluttedes en fred med Ukraine, der døbtes med det forhåbningsfulde navn "brødfreden", fordi man mente, at den skulle åbne Tyskland adgang til et velforsynet kornkammer. Men dette håb slog i den grad fejl, at brødrationerne tværtimod måtte nedsættes. Freden med Rusland i Brest-Litovsk i marts blev ved de store afståelser, som blev dikteret Sovjetunionen, en udpræget anneksionsfred, som de, der holdt på forsoningsfreden, ikke skjulte deres misfornøjelse med. Så fulgte i foråret og sommeren 1918 de sidste store offensiver på vestfronten, som snart afløstes af den ententeoffensiv, der førte til de tyske hæres endelige tilbagetog. Ånden i den tyske hær var ikke mere den gamle. På Balkan brød Bulgarien nu sammen, og 29. september stillede den øverste hærledelse krav om en regering, der var villig til at skaffe våbenstilstand. Hertling trådte da tilbage, og prins Max af Baden dannede 3. oktober 1918 som tysk rigskansler og preussisk ministerpræsident Tysklands første virkelige parlamentariske regering.
Efter prins Max’ opfordring indtrådte de to socialdemokrater Philipp Scheidemann og Gustav Bauer i hans regering efter først at have krævet og fået løfte om vidtrækkende indre reformer, Belgiens og andre besatte områders rømning, opgivelse af traktaterne i Brest-Litovsk og Bukarest med Rumænien. Kun flertalssocialisterne blev på denne måde deltagere i regeringen, de uafhængige socialister, der forkastede ethvert samarbejde med borgerlige partier og fordrede øjeblikkelig fredsslutning, stod uden for. I øvrigt bestod den nye regering af liberale og demokratiske politikere, der iblandt Matthias Erzberger (Zentrum), og dens program, som prins Max fremsatte den 5. oktober, gik ud på forfatningens demokratisering og i udenrigspolitisk henseende på respekt for folkenes selvbestemmelsesret. Samme dag rettedes henvendelse til USA's præsident, Woodrow Wilson, om at mægle fred, ved hvilken henvendelse man efterkom de ønsker, der indtrængende var blevet fremsat af det militære hovedkvarter. Den demokratiske bølge var stærkt stigende i den nærmest følgende tid og havde en stor styrke ved, at man ikke uden grund fortolkede præsident Wilsons noter således, at der ville blive budt Tyskland gunstigere fredsbetingelser, hvis det antog en demokratisk regeringsform, end hvis det vedblev at være "autokratisk". I en note af 23. oktober udtalte Wilson således, at "verdens nationer ikke kunne have nogen tillid til de mænds ord, der hidtil havde behersket den tyske politik". Kravet om Hohenzollernes afsættelse må betragtes som rejst af den sejrende entente førend af det tyske folk. For prins Max’ tanker var det fra først af ganske fremmed at gå så vidt. Den 28. oktober, da Tysklands forbundsfæller allerede havde svigtet, gjorde regeringen skridt til en række lovforanstaltninger, der skulle demokratisere forfatningen inden for det konstitutionelle monarkis ramme ved at overflytte de grundlæggende rettigheder fra kejseren til folket.

#### Den kommunistiske opstand
Mens socialdemokraterne (SPD) ønskede et parlamentarisk demokrati, agiterede kommunisterne (KPD) for en socialistisk revolution i Tyskland, inspireret af den russiske oktoberrevolution 1917. I konkurrence med KPD lykkedes det dog SPD at få Berlins arbejder- og soldaterråd til at godkende en revolutionsregering med deltagelse af socialdemokraterne under Friedrich Eberts ledelse. Således kunne Ebert præsidere over den nye overgangsregering, Rat der Volksbeauftragten, som både rigskansler og folkekommissær, indtil man kunne gennemføre et valg til en forfatningsgivende nationalforsamling .
Det tyske rige var nu påvirket af den revolutionære ånd, der ikke lod sig nøje med små indrømmelser. Den 31. oktober gjorde mandskabet på Kieler-flåden mytteri og ville ikke efterkomme en ordre om at sejle flåden ud i rum sø, idet det med grund blev fortalt og troet, at der hermed ikke tilsigtedes manøvrer, men et afgørende sammenstød med den engelske flåde. Førerne for mytteriet blev arresteret, men dette førte blot til et virkeligt oprør i flåden, idet mandskabet den 5. november løsrev sig helt fra officerernes kommando og dannede et matrosråd. Meget hurtigt bredte oprørsbevægelsen sig nu over Nordvesttyskland, hvor der rundt om i byerne dannedes arbejder- og soldaterråd, og til hele det øvrige Tyskland. Det hjalp ikke, at kejseren den 2. november havde erklæret sig for "folkets tjener". Den 4. november besluttede flertalssocialisterne at arbejde for indførelsen af en republik, og den 7. november krævede de under indtryk af oprøret kejserens og kronprinsens øjeblikkelige tronfrasigelse. Den første trone, der faldt for oprøret, var den brunsvigske, som beklædtes af kejserens svigersøn. Det skete allerede den 8. november, og samme dag blev det bayerske kongedømme styrtet af en yderliggående bevægelse under ledelse af Kurt Eisner, der også fremsatte krav om kejserens tronfrasigelse. Den 9. november, da arbejderne i Berlin begyndte på en generalstrejke, stillede så prins Max forespørgsel til kejseren, der opholdt sig i Spa, om, hvad han ville bestemme sig til. Kejseren kunne imidlertid ikke tage nogen bestemmelse, kunne og turde ikke føre hæren mod den oprørske hovedstad, men besad heller ikke mod til at se virkeligheden i øjnene. Rigskansleren handlede da straks på egen hånd, og uden nogen formel bemyndigelse offentliggjorde han en erklæring om, at hans majestæt havde nedlagt regeringen, og at kronprinsen havde opgivet sin arveret til tronen. Prins Max trådte der efter selv tilbage og overlod sit embede til socialdemokraten Ebert. Om eftermiddagen den 9. november udråbte Scheidemann republikken fra rigsdagsbygningen, inden aften befandt kejseren sig på en lidet tappert udseende flugt til Holland, hvortil han ankom 10. november. Den skæbne at blive afsat ramte i disse novemberdage samtlige andre tyske fyrster, og republikken indførtes ikke blot i riget, men i alle enkeltstater.
I Berlin opnåede flertalssocialisterne magten den 9. november, men de var nødt til at tage et hensyn til de "uafhængige" socialdemokrater. Den egentlige regering blev et "folkekommissærernes råd", bestående af 3 mand fra hver af de socialdemokratiske fløje, nemlig flertalssocialisterne Ebert, Scheidemann og Landsberg, de "uafhængige" Haase, Dittmann og Barth. Erzberger beholdt dog ledelsen af de udenrigspolitiske sager, og underhandlingerne, som under hans ledelse var begyndt med Frankrig før revolutionen, sluttedes den 11. november med en våbenstilstand, der ved sine hårde bestemmelser gav de yderligtgående vind i sejlene. Under ledelse af Karl Liebknecht og Rosa Luxemburg rejstes en voldsom bevægelse for indførelse af et sovjetstyre. Derimod holdt flertalssocialisterne bestemt på et parlamentarisk styre og gennemførte på en kongres af de tyske arbejder- og soldaterråd den 16.—19. december kravet om indkaldelse af en nationalforsamling. De »uafhængige« udtrådte derefter af regeringen den 29. december, og Liebknechts og Rosa Luxemburgs særlige tilhængere, "spartakisterne", der allerede den 24. december havde forsøgt en væbnet opstand, organiserede sig 1. januar 1919 som Tysklands kommunistparti og gjorde et nyt voldsomt forsøg på oprør den 5.—13. januar, et forsøg, der imidlertid førte til mange dødsfald under de voldsomme kampe i Berlin og andre steder. Der dannedes med den flertalssocialistiske ledelses viden og godkendelse frikorps - således blev Berlin besat af et korps på 40.000 mand. Under kampene i hovedstaden og andetsteds blev både Liebknecht og Rosa Luxemburg myrdet af dette frikorps. Det var socialdemokraten Noske, der i disse dage som forsvarsminister optrådte til samfundets beskyttelse, og som koldblodigt så sin opgave som den at være "blodhund".

#### Valget i januar 1919
Efter revolutionen omorganiserede de tyske partier sig i ny skikkelse og med nye navne. De konservative forvandlede sig til det tysknationale parti, en stor del af de nationalliberale dannede det tyske folkeparti, og af de lag, der tidligere havde givet de frisindede deres tilhængere, udgik nu det tyske demokratiske parti. Centrum kaldte sig først "det kristne demokratiske folkeparti", men genoptog snart sit gamle navn. Den 19. januar holdtes valgene til nationalforsamlingen. Flertalssocialisterne fik 163 mandater, de »uafhængige« 22, de tysk-nationale 44, det tyske folkeparti 14, centrum 91, demokraterne sammen med et Rondeforbund 81. Kommunisterne holdt sig borte fra afstemningen. Ved valgene til de enkelte staters konstituerende forsamlinger blev resultatet i Preussen nogenlunde det samme som i riget, mens det i Sachsen var socialisterne, i Bayern katolikkerne (der her havde skilt sig ud fra centrum som et særlig bayersk folkeparti), der vandt flertallet. . Nationalforsamlingen åbnedes i Weimar den 6. februar. De "uafhængige" ville ikke deltage i regeringen sammen med de borgerlige, og en regeringsdannelse fandt da sted på grundlag af flertalssocialister, centrum og demokrater. Scheidemann blev rigskansler, mens Ebert valgtes til rigspræsident. I marts udbrød atter en revolutionær bevægelse, som imidlertid ikke havde bedre held end den forrige. Særlig ondartet var den i Bayern, hvor Kurt Eisner blev myrdet den 21. februar, og hvor der der efter var blevet oprettet et sovjetstyre i München, som imidlertid ved rigsregeringens hjælp blev tilbageerobret af det borgerlige Tyskland i begyndelsen af maj.

### Første kriseår 1919-1923
Den 7. maj 1919 fik Tysklands delegerede på fredskongressen i Paris fredsbetingelserne overleveret. Scheidemann ville ikke tage ansvaret for Tysklands samtykke og gik af den 20. juni. Socialdemokraten Bauer dannede en ny regering med Erzberger som finansminister, og i det hele kun bestående af flertalssocialister og centrumsfolk, de to retninger, der alene tog det ansvar på sig at underskrive fredstraktaten, som 9. juli ratificeredes med 208 stemmer mod 115. Det, der ramte Tyskland hårdest ved hele denne fredsslutning, var ikke de landafståelser, som efterhånden med eller uden tilhørende folkeafstemning blev ført ud i Livet: Alsace-Lorraine til Frankrig, Posen, Vestpreussen og Øvreschlesien til Polen, Nordslesvig til Danmark, Eupen og Malmedy til Belgien, Hultschien til Tjekkoslovakiet, kolonierne, der alle tabtes, formelt delvis til Folkeforbundet, Danzig, der erklæredes for uafhængig, men det var frem for alt de tunge erstatningsbyrder, som Tyskland fra nu af skulle bære. Versailles-traktaten udtalte, at Tyskland egentlig burde give fuld erstatning, men erkendte, at dets hjælpekilder ikke strakte til. Hovedsummen blev ikke fastsat, men traktaten nøjedes med at opregne forskellige kategorier af skade, hvoraf de vigtigste var ødelæggelserne i Nordfrankrig og Belgien, de ødelagte skibe, Belgiens hærudgifter, de ulige landes pensioner for faldnes efterladte og invalider. Foruden penge skulle der ydes en mængde naturalier, og erstatningens endelige størrelse skulle fastsættes senest 1. maj 1921 af en særlig erstatningskommission, som på grundlag af Tysklands betalingsevne havde at udarbejde en plan for gældens afvikling. Undlod Tyskland med forsæt at opfylde sine forpligtelser, fik de allierede regeringer ret til at foretage "sanktioner" ved alle de midler, omstændighederne krævede. Tyskland skulle imidlertid straks begynde at betale. Den 11. august vedtog nationalforsamlingen en ny forfatning, der om end mere partikularistisk end oprindelig foreslået dog betød et skridt hen imod rigets større enhed, sammenlignet med kejserdømmets forfatning. Særlig omfattende sociale reformer blev ikke gennemført, og nogle vage forsøg med »bedriftsråd« var et mindre væsentligt skridt i retning af den meget drøftede socialisering end de "krigsskatter", der gennemførtes af Erzberger, og som lagde tunge byrder på den velhavende del af befolkningen. Stillet over for de voldsomme erstatningskrav, oven i købet med formindsket landområde, var det bydende nødvendigt for Tyskland at skaffe sig nye indtægter.
Den 10. januar 1920 forkyndte præsident Ebert: "Vi skal ærligt forsøge at opfylde vore forpligtelser over for Ententen i overensstemmelse med fredstraktaten, men hvis der er bestemmelser, som viser sig at være uigennemførlige, må vi håbe, at Ententen vil forstå dette og være i stand til at imødekomme os i vore vanskeligheder". Den konservative-nationalistiske agitation anslog andre strenge, og misfornøjelsen og skuffelsen over de allieredes hårdhed gav den vind i sejlene. Man kunne med en vis virkning henvise til, at det var ikke England og Amerika, der havde gennemtvunget disse bestemmelser, men Frankrig, og at følgelig den store fejl fra Tysklands side havde været dets selvopgivelse over for de franske hære. Den 13. marts 1920 foretog den højtstående embedsmand Kapp et statskupforsøg, Kappkuppet, der et par dage gjorde ham til herre i rigshovedstaden, hvorfra regeringen flygtede, men som hurtigt blev sluttet ved en generalstrejke.

#### Valget i juni 1920
Den 6. juni 1920 blev der afholdt det første valg til rigsdagen efter den nye forfatning. Ved valget blev der fremgang for de yderliggående i national og social henseende: uafhængige socialister gik frem til 81, tyske folkeparti til 62, tysk nationale til 66, men demokraterne tilbage til 45, flertalssocialisterne til 112, centrum til 70. En mere konservativ regering var nu naturlig, og Konstantin Fehrenbach dannede et ministerium af Zentrum og demokrater med Joseph Wirth som finansminister og Walter Simons som udenrigsminister. Også denne regering måtte efterkomme det krav fra verdenskrigens sejrherrer, at Tyskland skulle afrustes og beholde blot et rigsværn til at opretholde den indre orden. Hvor megen magt, der lå på dette rigsværns hensigtsmæssigste indretning, havde Kappkuppet vist. Den 30. juli 1920 antoges en rigsværnslov for den nye hær, i hvilken den almindelige værnepligt blev ophævet, og den 5. august vedtoges en lov om civilbefolkningens afvæbning. Senere, i maj 1921, blev den bayerske ministerpræsident von Kahr tvunget til under trussel fra de allierede om besættelse af Ruhr at afvæbne et i Bayern dannet "einwohnerwehr".

#### Spørgsmålet om krigserstatninger
Erstatningernes samlede beløb blev fastsat foreløbig på en konference i Paris den 24.-29. januar 1921. Tyskland skulle i alt betale 226 milliarder guldmark (til 1932 årlige betalinger stigende fra 2 til 5 milliarder, derpå til 1963 6 årlige milliarder), desuden i tiden 1921—1963 et beløb svarende til 12 % af den tyske eksports værdi. Ved en konference i London den 1.—7. marts, hvor Tyskland havde repræsentanter, afvistes tilbud, som disse gjorde om at betale noget mindre beløb, og der truedes med okkupation, hvis ikke Pariserbeslutningen opfyldtes. Da tyskerne vægrede sig, besattes Duisburg, Ruhrort og Düsseldorf den 8. marts. Pariserkongressens beslutninger var udarbejdet uden hensyn til eksperterne, og de blev opgivet, da erstatningskommissionen den 27. april fastslog Tysklands forpligtelser til 132 milliarder. I tilslutning hertil udarbejdedes en betalingsplan, efter hvilken der årligt skulle betales 2 milliarder, og desuden et årligt beløb svarende til 26 % af den tyske eksports værdi til forrentning og afdrag. Den fremsattes den 5. maj i Londonultimatet med en frist på 6 dage. I tilfælde af vægring truedes med okkupation af Ruhrdistriktet. Efter forgæves forsøg på at få amerikansk mægling trådte Fehrenbach tilbage, og Wirth dannede den 10. maj en regering af centrum, flertalssocialister og demokrater med opfyldelsespolitikken som program og med Rathenau som genrejsningsminister. Som offer for dette forsøg på at imødekomme de tidligere fjender myrdedes Erzberger den 25. august af en patriotisk fanatiker.

#### Den økonomiske krise
Der rådede i folket megen bitterhed over det tryk, der gennem erstatningerne skulle lægges på det tyske folk under forhold, der var vanskelige nok i forvejen og herigennem måtte yderligere forværres. Der var 2 millioner arbejdsløse og 4 millioner, der kun arbejdede den halve tid. Valutakursen, der havde været under pari siden krigen, faldt i løbet af 1921 med forøget fart, idet regeringen så som den eneste redning i den økonomiske situation, hvori den befandt sig, at trykke stadig flere nye sedler. Valutafaldet, inflationen, måtte føles særlig hårdt af alle fast lønnede, men gav på den anden side mange frie virksomheder en betydelig chance. Ganske særligt kom der højkonjunktur for industrien i Westfalen, og mellem dem, der her tjente sig op til uanet rigdom, var Hugo Stinnes. Vældige formuer samledes på enkelte hænder, mens store dele af nationen led bitter nød. Under disse forhold samlede de uafhængige socialister sig med kommunisterne i Tysklands forenede kommunistparti, der sluttede sig til 3. internationale, mens flertalssocialisterne indordnede sig under 2. internationale. Den nationale reaktion fik vind i sejlene ikke blot ved harmen over opfyldelsespolitikken over for de allieredes fordringer, men også ved løsningen af det øvreschlesiske spørgsmål. Den 20. marts havde der i Øvreschlesien fundet en folkeafstemning sted, hvorved der blev afgivet 717.122 stemmer for Tyskland, 483.514 for Polen, men Folkeforbundet traf dog i oktober den afgørelse, at det vigtigste tyske industridistrikt skulle tilfalde Polen. Wirth måtte nu omdanne sit ministerium, hvori demokraterne ikke mere ville deltage som parti (dog var Rathenau og forsvarsministeren, Gessler, nærmest demokrater).

#### Rapallo-traktaten
I året 1922 blev underskuddet på finansbudgettet så voldsomt, at man blev nødt til at bede de allierede om moratorier og til at give erstatningskommissionen ret til tilsyn med Tysklands finansielle foranstaltninger. I januar overtog Rathenau udenrigsministeriet, og han førte med den franske minister Loucheur ret frugtbare forhandlinger om lempelser i Tysklands vilkår, men vanskeliggjorde sikkert stillingen udadtil ved den 16. april med Rusland at slutte traktaten i Rapallo, hvorved Tyskland og Rusland indbyrdes opgav alle krav på krigsskadeserstatning og gav hinanden løfte om økonomiske begunstigelser. Traktaten rummede i virkeligheden ingen hemmelig politisk aftale, men som en tilnærmelse mellem Tyskland og Sovjetunionen blev der fra de allieredes side set på den med mishag og mistænksomhed. Den 24. juni myrdedes Rathenau af to nationalister. Den 24. september dannedes en stærkere socialdemokratisk front ved ny sammenslutning af flertalssocialister og uafhængige. I november afgik Wirth, og den storindustrielle Kuno dannede et ministerium, hvori også det tyske folkeparti indtrådte. Under alt dette var opfyldelsespolitikken blevet stadig vanskeligere. Ved en konference i Cannes var der tilstået Tyskland flere lempelser, men alle tyske forsøg på opfyldelse blev gjort til intet ved de voldsomme markfald, der fulgte efter Rathenau’s mord. Tyskland bad på ny om moratoria, men på en konference i London den 8.—14. august søgte Raymond Poincaré på Frankrigs vegne forgæves at vinde den engelske regering for at tage »produktive panter« som betingelse for at tilstå henstand. På en ny konference i London den 9.—11. december foreslog Bonar Law, der i oktober havde afløst Lloyd George som engelsk premierminister, over for det franske forslag om at tage Ruhrdistriktet som pant et flerårigt moratorium for at lette Tysklands valutastabilisering og dermed dets evne til at betale erstatningerne.

#### Bonar Laws afpresningspolitik og besættelsen af Ruhr-distriktet
På konferencen i Paris den 4. januar 1923 udformede Bonar Law sin plan nærmere og søgte at modarbejde Poincarés planer om "sanktioner", dels fordi han frygtede for, at den franske besættelse skulle blive led i planerne om at sikre den franske østgrænse mod invasion, og dels fordi han mente, at sådanne forholdsregler ville få ødelæggende følger for Europas økonomiske stilling. Efter at erstatningskommissionen den 26. december 1921 og 9. januar 1923 havde erklæret — med afvigende votum fra det britiske medlem — at Tyskland "med vilje" havde svigtet sine forpligtelser, besatte franske og belgiske tropper den 11. januar Ruhrområdet med det formål, at der gennem en kommission af ingeniører skulle afpresses dette den erstatning, som tyskerne ikke frivillig ville betale. Ruhrs befolkning satte imod denne udnyttelse en "passiv modstand", som understøttedes af den tyske regering med umådelige summer. I 8 måneder blev den landsdel, der hidtil havde udgjort en væsentlig kilde til indkomst for finanserne, en trykkende byrde for disse. De vanskeligheder, der forvoldtes herved, førte til ubegrænset inflation, som yderligere forværredes ved rigsbankens slette styrelse. I juni var markens kurs i forhold til dollaren 150.000, den 30. juli 1 milliard, den 20. november 4,2 billioner — det vil sige, at den var sunket til fuldstændig værdiløshed. Sult og elendighed på højde med de lidelser, der havde ramt Østrig, syntes nu at true Tyskland.

#### Ølstuekuppet
Under disse forhold dannedes en stor regeringskoalition af socialister, demokrater, centrum og det tyske folkeparti, under ledelse af det sidste, idet Gustav Stresemann blev rigskansler og udenrigsminister. Den vanskelige post som finansminister overtoges af socialisten Hilferding. Denne regering, udnævnt den 14. august, opgav den passive modstand i Ruhr og indførte belejringstilstand over hele riget for at modarbejde den uro, gæring og opløsning, som rundt omkring var i stigen. Bayern, i hvis sydlige del den gamle modstand mod Preussen var meget levende, havde allerede i sommeren 1922 nægtet at anerkende rigets lovgivning og domstole, og under ledelse af den tidligere generalstabschef Erich Ludendorff og arbejderen Adolf Hitler organiseredes i München en "nationalsocialistisk bevægelse", hvis første mål var monarkiets gennemførelse, for hvilken der hele tiden i Bayern havde været en stærk stemning. I september 1923 fik den tidligere minister von Kahr overdraget diktatorisk myndighed over Bayern, og et forsøg, som nationalsocialisterne i november gjorde på at vinde magten, løb ud i sandet således, at videre foranstaltninger fra regeringens side blev overflødige.
Imidlertid var det også i Sachsen kommet til revolution, men i modsat retning. Her havde de yderligtgående socialister magten, og uden at ministerpræsidenten Zeigner tog afstand, havde finansministeren Bottcher holdt en tale, hvori han kaldte proletariatet frem til væbnet kamp mod den bestående statsordning. Den 22. oktober rykkede rigsværnet ind i Sachsen, tvang Zeigner til afgang og genoprettede den borgerlige orden i landet. Også i Thüringen rykkede rigsværnet ind og afvæbnede en "rød" hær, som var blevet herskende her. I Rhinlandet ytrede der sig en separatistisk, for rigsenheden farlig bevægelse, og en uafhængig Rhinlands-republik blev proklameret i Aachen og andre byer. Denne bevægelse begunstigedes af franskmændene, men døde dog hen i løbet af få måneder.

#### Indførelse af rentemarken
Socialisten Hilferding var udtrådt af regeringen i oktober. Endnu en stor opgave løstes af ministeriet som helhed inden dets afgang, idet det den 15. november 1923 til afløsning af den ødelagte rigsmark gav Tyskland en ny møntenhed: rentemarken. Rentemarken blev ligestillet med den efter dollaren beregnede guldmark og sat i det faste forhold til 1 dollar af 1:4. Da dollarkursen få dage efter blev fastsat til 4,2 billioner, blev også guldmark og rentemark for bestandig sat hg med 1 billion. Man søgte at sikre en uforanderlig kurs for rentemarken ved en begrænset udstedelse af pengesedler og navnlig ved at lægge en 4 % guld-grundskyld på hele det tyske næringsliv.
Da rigsdagen trådte sammen på ny den 20. november, blev dens forhandlinger straks forstyrret af kommunistiske optøjer. Efter, at rigskansler Gustav Stresemann havde talt den 22. november, stillede både tysk-nationale og socialdemokrater mistillidsvota. De blev forkastet med forskellige flertal, men rigskansleren erklærede, at regeringen ikke havde til hensigt at fortsætte sine forretninger på grundlag af en parlamentarisk aritmetik og forlangte en klar og utvetydig afgørelse. Da så et af de fire regeringspartier stillet tillidsvotum var forkastet, måtte regeringen betragtes som styrtet. Den 1. december dannede der efter centrumsmanden Marx en regering af mellempartierne med Stresemann som udenrigsminister og Hans Luther som finansminister. I de økonomiske spørgsmål måtte denne regering finde sin vigtigste opgave. Om den forfærdelige nødstilstand i Tyskland på dette tidspunkt vidnede den ny rigskansler i en tale, som blev rundkastet ved juletid 1923: "Vi er så forarmede, at hundredetusinder i det tyske folk vil være glade, hvis de i juledagene gennem de talrige velgørenhedsinstitutioner i ind- og udland for en enkelt gangs skyld vil blive i stand til at spise sig mætte". Omtrent samtidig betegnede udenrigsminister Stresemann Tyskland som et sygt lem på det europæiske legeme og genstand for alle europæiske kulturfolks bekymring.

### Relativ stabilitet 1924-1929
1924 bragte en lindring i de indre økonomiske forhold og en forbedring af rigets stilling udadtil. Regeringen gennemførte i tilslutning til det foregående års valutareform flere betydningsfulde finansielle og økonomiske reformer. Der faldt nu igen mere ro over befolkningen, og der kunne indføres et mere normalt styre både i Bayern, Sachsen og Thüringen. Udadtil blev der bedre vilkår for forhandlinger med Frankrig og England. I januar afløste i England ministeriet Mac Donald ministeriet Bonar Law, og i maj afløste Herriot i Frankrig som ministerpræsident Poincaré. Nu aftaltes på en konference i London Dawes-planen, der ikke fastslog erstatningssummens totalsum eller tidsfristen for dens betaling, men en betalingsplan for de første 10 år, hvorpå der skulle forhandles om en ny overenskomst. For de første 4 år var raterne henholdsvis 1000, 1200, 1200 og 1250 mio. guldmark, derpå 1928—29 2500 mio. og sådan videre de følgende år. Summerne skulle tilvejebringes med årlige beløb fra jernbanerne på 650 mio., fra industrien på 250 mio., gennem en transportskat på 290 mio. og i øvrigt fra rigets budget. Fra 1930 tænkte man sig muligheden af en forøgelse i betalingerne, hvis en »velstandsindex« på grundlag af jernbanetrafik, folketal, udenrigshandel, tobak- og kulforbrug viste opgang i Tysklands betalingsevne. Organisationen af erstatningsydelserne skete ved, at de tyske statsbaner indtil 1964 skulle forpagtes til et "Deutsche Reichsbahn-Gesellschaft", der skulle udstede obligationer og aktier, hvoraf et beløb på 13 milliarder årligt skulle forrentes med 650 mio., der skulle tilflyde de allierede. Den tyske industri fik pålagt en hypotekgæld på 5 milliarder, for hvilke der skulle udstedes obligationer af en "Bank für deutsche Industrieobligationen" til forrentning og afdrag med 6 % pro anno. De obligationer, der skulle overdrages de allierede, skulle bestyres af en særlig dertil nedsat kommission. For at Tyskland kunne være i stand til at præstere disse ydelser, måtte dets finanser og økonomi genrejses. Derfor fastslog Dawes-planen en omorganisation af Deutsche Bank til en af regeringen uafhængig seddelbank med privilegium på seddeludstedelse og under tilsyn af kommissiærer for de allierede lande. Et lån på 800 mio. guldmark optoges i oktober 1924. Foruden om Dawes-planen enedes man i London om rømningen af Ruhr inden et års forløb, og i den nærmest følgende tid skete store lempelser i besættelsen. Toldgrænsen mellem det besatte område og det øvrige Tyskland ophævedes, og besatte gruber og virksomheder rømmedes. Den 1. september 1924 trådte Dawes-planen i kraft, og siden betalte Tyskland regelmæssigt sine ydelser, som gennem en generalagent for erstatningerne, der udgjorde erstatningskommissionens repræsentant, leveredes til de allierede.

#### Valget i maj 1924
Valgene i maj 1924 stod om Dawes-planen. I en valgtale frarådede rigskansler Marx det tyske folk at gå imod Versaillestraktatens bestemmelser. De tysk-nationale udsendte et opråb, hvori de krævede: et folk, et rige, en kejser. Valgresultatet blev til gunst for de yderligtgående nationalister og kommunisterne. Der valgtes 100 socialdemokrater, 96 tysk-nationale, 65 af centrum, 62 kommunister, 44 af det tyske folkeparti, 32 såkaldte tysk »völkische« (Ludendorff’s tilhængere), 28 demokrater og 44 af forskellige mindre partier. Der var dog flertal i den nye rigsdag for regeringens »opfyldelsespolitik« med hensyn til erstatningsbestemmelserne, og ministeriet Marx fik et tillidsvotum med 247 stemmer mod 183. Marx og Stresemann kunne som Tysklands repræsentanter rejse til London for at træffe de endelige aftaler. Planen godkendtes af rigsdagen, idet de love, der var nødvendige for at sikre dens gennemførelse i Tyskland, vedtoges den 29. august. Den 7. oktober opfordrede det tyske folkepartis rigsdagsgruppe kabinettet Marx til at demissionere og opløse rigsdagen. Efter en række strandede forhandlinger om en bredere basis for regeringen fandt opløsningen sted. Deutsche Volkspartei gik såvel som Deutschnationale Volkspartei til valg på et program, der vedkendte sig monarkiets genoprettelse som mål. Der valgtes ved disse valg 131 socialdemokrater, 102 Deutschnationale, 68 af Zentrum, 50 af Deutsche Volkspartei, 44 kommunister, 32 demokrater, 14 tysk-"völkische", 48 af andre partier — en forskydning fra yderpartierne til mellempartierne, mens de samtidig — i december — afholdte landdagsvalg i Preussen viste en forskydning til højre. Allerede den 10. december besluttede ministeriet Marx at træde tilbage.

#### Luther rigskansler
Den 15. januar 1925 blev Hans Luther af Deutsche Volkspartei (tysk folkeparti) udnævnt til rigskansler, den 18. januar var ministerlisten færdig, og det mærkeligste ved denne regeringsdannelse var de tysk-nationales deltagelse. For første gang havde dette parti repræsentanter i den tyske regering, mens socialdemokraterne var holdt helt uden for og ligeledes demokraterne som parti, idet forsvarsministeren, Gessier, der oprindelig var demokrat, ikke mere kunne betragtes som sit partis repræsentant. Stresemann var også i dette ministerium udenrigsminister, og han og Luther måtte betragtes som de førende ministre. Af socialdemokratiet blev regeringen imidlertid betragtet som en udpræget højreregering, "Vorwärts" truede den endog med generalstrejke, og socialdemokraten Breitscheid betegnede den i rigsdagen som en etape på vejen til genoprettelse af monarkiet. Imidlertid erklærede regeringen selv i sin programudtalelse, at den ville betragte ethvert forsøg på at omstyrte republikken som højforræderi. Der var nu en modsætning mellem rigets styre og styret i Preussen, der stadig var socialdemokratisk, men et forsøg på at gøre rigskansler Marx til afløser af den preussiske ministerpræsident Braun mislykkedes. Fra konservativ side dreves en pågående agitation mod ledende socialdemokrater, derimellem rigspræsident Ebert. Den 28. februar 1925 døde han, og det store spørgsmål om hans efterfølger afgjordes den 26. april således, at Tysklands ledende feltherre under verdenskrigen, Hindenburg, valgtes med 14.639.000 stemmer, mens 13.740.000 faldt på Marx som kandidat for de mere demokratiske partier og 4.900.000 på kommunisternes kandidat, den tidligere mesterbokser Thaelmann. Dette præsidentvalg vakte frygt i udlandet og føltes som en triumf af de tyske monarkister. Hindenburg måtte imidlertid for at overtage sit embede aflægge ed på den republikanske forfatning, og ingen kunne betvivle, at han ville være tro mod dette løfte. I virkeligheden blev hans valg snarere en styrkelse end en svækkelse for republikken.

#### Locarno-pagten
Tyskland havde allerede i begyndelsen af året optaget samarbejde med de allierede om fuldstændig at gennemføre fredstraktatens bestemmelser om den tyske afvæbning. Den 4. oktober optog Tyskland på en konference i Locarno i Schweiz forhandling med en række andre europæiske lande om en "sikkerhedspagt" til betryggelse af freden i Europa. Efter forskellige vanskeligheder underskreves udkastet til en sådan pagt samt udkast til voldgiftstraktater mellem Tyskland og Frankrig og Tyskland og Belgien. Idet Frankrig og Tyskland i Locarno garanterede hinandens grænser, var det afgørende, der skete fra tysk side, i virkeligheden et afkald for bestandig på Alsace-Lorraine — hvad der hos de tyske nationalister vakte uhyre forbitrelse. Den tysk-nationale partibestyrelse erklærede aftalerne i Locarno for uantagelige ud fra hensynet til de tyske "livsnødvendigheder" og besluttede 25. oktober at trække repræsentanter tilbage fra regeringen. De rester, der blev tilbage af denne, besluttede imidlertid at fortsætte på den i Locarno begyndte vej, og den 1. december underskrev alle intresserede magter Locarno-pagten i London. Samme dag begyndte de engelske tropper at rømme Köln, og samme dag trådte kabinettet Luther tilbage.

#### Indtrædelse i Folkeforbundet
Efter forsøg på at danne en ny stor regeringskoalition, der nåede fra folkepartiet til socialisterne, blev resultatet af den langvarige ministerkrise, at Luther den 20. januar 1926 dannede en regering med støtte fra demokraterne, centrum, det tyske og det bayerske folkeparti, et "neutralt midtkabinet", der skulle være uafhængigt over for både det yderste højre og yderste venstre. Dets stilling var vanskelig, dets program ret vidtsvævende, men dog med et løfte om overholdelse af Locarno-traktaterne. I rigsdagen vedtoges et tillidsvotum med 160 stemmer mod 150, idet andre 150 undlod at stemme. Rigsdagens udenrigspolitiske udvalg vedtog den 3. februar med 18 stemmer mod 8 at give regeringen fuldmagt til at indmelde det tyske rige i Folkeforbundet, og regeringen vedtog der efter enstemmigt at foretage denne indmeldelse. Efter forskellige vanskeligheder indstillede Folkeforbundsrådet enstemmigt at indrømme Tyskland en permanent plads i rådet, og den 8. september optoges Tyskland enstemmigt som medlem af Folkeforbundet. Den tyske delegation indtog den 10. september sit sæde ved et Folkeforbundsmøde i Genève. Udenrigsminister Stresemann holdt en udpræget fredstale, og Frankrigs udenrigsminister Aristide Briand holdt en lige så fredsvenlig velkomsttale. I samme måned mødtes Stresemann og Briand til venskabelige forhandlinger i Thoiry.

#### Marx rigskansler
Imidlertid var Luther allerede i maj gået af efter han havde kontrasigneret en forordning af rigspræsident Hindenburg, hvorefter det gamle tyske kejserflag med de sort-hvid-røde farver genindførtes. Han faldt i rigsdagen for et mistillidsvotum stillet af demokraterne, og Marx blev den 17. maj rigskansler i en regering med omtrent de samme medlemmer som Luthers, men beredt på at indtage en mere selvstændig holdning over for nationalisterne, som Luther i virkeligheden havde støttet sig til. En vanskelig sag, der ved denne tid trængte sig på, var fyrsteaffindelserne. Mens der i flere af de enkelte lande, fx Bayern, var nået en mindelig løsning af spørgsmålet om, hvilke kapitaler og ejendele der skulle tildeles de afsatte fyrstehuse som deres retmæssige private formue, stilledes der i andre lande, navnlig Preussen og de thüringske stater, fordringer fra fyrstehusene, som syntes overdrevne og urimelige og alt for trykkende for folket. Harmen herover strakte sig langt ud over de socialistiske kredse, der simpelt hen krævede fyrsternes formuer konfiskeret, men for mange vejede dog ejendomsprincippet så tungt til, at de alene af den grund mente, at fyrsternes krav måtte imødekommes. Ved en folkeafstemning, som regeringen lod afholde den 20. juni, afgaves der for en konfiskation af fyrsteformuerne kun 14—15 mio. stemmer, mens der skulle have været omtrent 20 mio. for at gennemføre forslaget. De konservative afholdt sig gennemgående fra at stemme. Spørgsmålet kunne der efter afgøres ud fra en anerkendelse af fyrsternes ejendomsret, men i oktober undertegnedes en overenskomst med Hohenzollerne om affindelsen, hvorefter de skulle give afkald på en del slotte og arealer og nøjes med 15 mio. mark i rede penge. Af socialdemokraterne blev ministeriet Marx hårdt angrebet, fordi de ville have en plads i regeringen. De vendte særligt deres angreb mod rigsværnets leder, Gessler, som beskyldtes for at begunstige reaktionære tendenser. En herved opstået rigsdagsdebat endte med et mistillidsvotum stillet af socialdemokraterne og støttet af de tysk-nationale, som vedtoges med 249 stemmer mod 179, hvorefter ministeriet trådte tilbage.
I slutningen af januar 1927 dannede Marx en ny regering på en ny basis, nemlig med støtte af de tysk-nationale, der for at få repræsentanter i regeringen måtte finde sig i at antage centrums retningslinjer i afgørende spørgsmål, således »retsgyldigheden af den i Weimar grundlagte republikanske statsform« og det synspunkt, at "denne forfatning i sin helhed lige som de forfatningsmæssige rigsfarver" skulle beskyttes "mod alle nedsættende hånsord og retsstridige angreb". De tysk-nationale havde hermed gjort et stort spring over i et anerkendende forhold til de bestående statsforhold og dermed også til Tysklands ved Locarno-traktaterne bestemte stilling over for udlandet, som de ikke havde vovet at godkende i efteråret 1925. Gessler vedblev at være forsvarsminister uden for partierne. Centrum blev det absolut ledende parti, og til det hørte også finansministeren, den dygtige badenser Heinrich Köller. En stærk kritik rettedes mod indenrigsministeren von Keudell, søn af en af Bismarck’s nære medarbejdere, fordi han havde været deltager i Kappkuppet. Men en debat herom endte med et tillidsvotum til regeringen, vedtaget med 234 stemmer mod 174. Imod stemte socialister, kommunister, demokrater, flertallet af de tysk-völkische og endelig den tidligere rigskansler Wirth, der allerede havde stillet sig i opposition til ministeriet Luther. I februar forenede de bayerske katolikker sig atter politisk med centrum, og denne ændring i partiforholdene måtte lige som den allerede 1922 tidligere stedfundne sammenslutning af de to socialistfløje opfattes som et tegn på, at det politiske liv var ved at komme ind i en roligere bane. Et tegn på større politisk ro var det ligeledes, når det i maj 1927 kunne vedtages med den nødvendige to tredjedels majoritet at forny en lov til beskyttelse af republikken, som var blevet vedtaget efter Rathenau’s mord 1922, og som blandt andet rummede en paragraf om, at det skal ligge i regeringens hånd at afgøre, hvorvidt den afsatte kejser skal have lov til at vende tilbage til Tyskland eller ej.

### Begyndelsen til enden 1929-1933
Ved valg til rigsdagen i maj 1928 gik socialdemokraterne frem fra 131 til 152 mandater, kommunisterne fra 45 til 54, de tysk-nationale gik stærkt tilbage, i juni afgik kabinettet Marx, og socialdemokraten Hermann Müller dannede et nyt kabinet på grundlag af en koalition mellem socialdemokrater, centrum, tysk folkeparti, demokrati og bayersk folkeparti. Stresemann fortsatte som udenrigsminister, efter hans død udnævntes Julius Curtius til denne post. Regeringen modsatte sig bestemt de tysk-nationales af Hugenberg ledede yderliggående politik, og både af Rigsdagen og ved en Folkeafstemning forkastedes 1929 det tysk-nationale forslag om Opsigelse af fredstraktatens bestemmelser ("Frihedsloven"). Få dage efter Gustav Stresemanns død indtrådte Wall Street-krakket, der indledte en verdensomspændende depression, som ramte den skrøbelige tyske økonomi særlig hårdt og medførte en voldsom stigning i arbejdsløsheden. I december 1929 vedtog rigsdagen med 222 stemmer med 158 efter en bevæget finansdebat et tillidsvotum til regeringen, en del af folkepartiet stemte imod. Den 12. marts 1930 vedtog rigsdagen Young-planen med 270 stemmer mod 192. Den 27. marts opløstes regeringskoalitionen på spørgsmålet om statens tilskud til arbejdsløshedsforsikringen. Ministeriet Hermann Müller trådte nu tilbage, og den 30. marts dannede centrumsføreren Bruning den nye, rent "borgerlige" regering, hvori Curtius (af det tyske Folkeparti) fortsatte som Udenrigsminister, mens Moldenhauer (af det samme Parti) blev finansminister, Wirth, Stegerwald, Guerard (alle af Centrum) henholdsvis indenrigsminister, arbejdsminister og trafikminister, Schättel (af Det bayerske Folkeparti) postminister, demokraten Dietrich økonomiminister, den tysk-nationale Schiele landbrugsminister, Bredt (af det såkaldte "Wirtschaftspartei") justitsminister, Groener og Trevianus henholdsvis forsvarsminister og minister for de besatte områder. Det sidstnævnte begreb ophørte at eksistere, da i juli 1930 de sidste franske soldater blev trukket tilbage fra Rhinlandet. Dermed rådede det tyske folk atter helt på sit eget område; også i kraft af den økonomiske tilstand i landet, omend nok så møjsommeligt vundet ved ofre og nøjsomhed, kunne det nu med en vis berettiget optimisme se fremtiden i møde trods bestandige finansielle vanskeligheder.

#### Valget i september 1930
Valgene til rigsdagen den 15. september 1930 skabte en omvæltning i de parlamentariske partiforhold. Socialdemokraterne fik 143 mandater, nationalsocialisterne 107, kommunisterne 76, Zentrum 68, tysk-nationale 47, folkepartiet 29, det økonomiske parti (wirtschaftspartei) 23, statspartiet (de nationalliberale) 20, bayersk folkeparti 19, andre 48. Det karakteristiske træk ved dette resultat, der måtte synes temmelig betydningsfuldt for de fredelige forhold i Tyskland og hele Europa, var den store fremgang for de mest yderliggående partier og ganske særlig nationalsocialisterne. Ministeriet Brüning mistede sit parlamentariske flertal og blev afhængig af socialdemokratisk støtte.
Med truslen fra nazister og kommunister, som over en tredjedel af befolkningen stemte på, besluttede rigskansler Heinrich Brüning fra det kristelig-demokratiske midterparti Zentrum at regere via nødforordninger, noget Weimarrepublikkens forfatning gav mulighed for. Dermed var der præcedens for at regere uden om parlamentet.

#### Valget i juli 1932
I slutningen af 1932 spidsede situationen yderligere til, da den gamle krigshelt præsident Paul von Hindenburg ikke længere ville støtte Brünings provisoriske styre, fordi kansleren ikke var i stand til at løse landets problemer. Valget i juli 1932 blev til en dramatisk sejr for NSDAP med Adolf Hitler i spidsen der med 37,3 % af stemmerne blev Tysklands klart største parti. Hindenburg kunne nu ikke komme uden om ham, og mange af de mere moderate højrefløjspolitikere var villige til at lade Hitler komme til magten. De troede, at de bedre kunne styre ham i en regering end uden for. Mange anså Hitler for kun at kunne gejle en folkemasse op, ikke til at kunne styre et land. Præsident Hindenburg udpegede Franz von Papen til at sammensætte en regering, der kunne mønstre et flertal. Papen tilbød Hitler en plads i regeringen, men til højrepolitikernes store overraskelse afslog Hitler og krævede posten som kansler. Det ville ingen på højrefløjen gå med til, og et nyt valg blev udskrevet.

#### Valget i november 1932
Ved valget i november 1932 gik NSDAP fire procentpoint tilbage til 33,1%, men de var stadig det største parti i landet. Hindenburgs nyudnævnte kansler von Schleicher forsøgte at regere med støtte fra venstredrejede nationalsocialister, midterpartiet Zentrum og socialdemokraterne. Men i januar 1933 lykkedes det von Papen, der nu var blevet ven med Hitler, at presse Hindenburg til at acceptere en koalition mellem højrefløjspartierne og NSDAP. Hindenburg gjorde det modstræbende, men troede på von Papens forsikringer om, at Hitler ikke ville holde længe.

### Adolf Hitler bliver kansler og afskaffer Weimarrepublikken
Den 30. januar 1933 blev Hitler udnævnt til kansler for Weimarrepublikken. Straks efter gik han i gang med at sætte loyale folk på vigtige poster, og ved hjælp af nødforordninger satte han praktisk talt parlamentet ud af funktion. Rigsdagsbranden i februar benyttede han til at forbyde kommunistpartiet, hvis medlemmer nu blev anholdt over hele landet. Ved rigsdagsvalget i marts 1933 opnåede NSDAP sit hidtil bedste resultat med 43,9 % af stemmerne. Med støtte fra det ligesindede bayerske tyske folkepartis otte procent kunne Adolf Hitler opløse parlamentet med den berygtede Ermächtigungsgesetz. Weimarrepublikken havde fået dødsstødet.

## Tysk kulturs storhedstid og stigende antisemitisme
På trods af de tyske jøders andel i befolkningen – kun omkring en procent – havde de mange af samfundets vigtige poster. Især universitets- og bankverdenen var præget af tyske jøder. En stor del af bankverdenen var på jødiske hænder, og den tyske videnskab ville ikke være det samme uden jødernes indflydelse. Albert Einstein er et eksempel.
Tysk kunst blomstrede: malerne John Heartfield, Otto Dix og Georg Grosz, arkitekten Walter Grobius (Bauhaus), forfatterne Kurt Tucholsky, Erich Kästner, Erich Maria Remarque, Bertolt Brecht, Lion Feuchtwanger, Arnold og Stefan Zweig, Thomas Mann med flere. Flere af dem havde jødisk baggrund. Især ekspressionismen nød godt af denne blomstring.
Mange jøder var blevet assimileret for at undgå diskrimination, men lige før første verdenskrig blev det klart, at antisemitismen havde ændret sig markant: Før kunne en jøde også risikere hån, fornedrelse og lovlig diskrimination, men det skyldtes udelukkende det religiøse aspekt. En jøde kunne ændre det ved at konvertere til kristendommen, hvilket mange jøder gjorde. Omkring århundredeskiftet begyndte antisemitismen og ekstrem populærvidenskab at basere sig på racisme. Nu kunne en jøde ikke slippe for antisemitismen ved at lade sig døbe. Det betød blandt andet, at de højreorienterede studenterklubber Burschenschaften i begyndelsen af tyverne kunne ekskludere kristne jøder.

## Højreekstremisme
Der var i tyvernes Tyskland frem til nationalsocialismen tale om to slags højreekstreme bevægelser, som i høj grad var tegn på generationsskel.

### De nye højreekstreme – de unge
Rødderne til tyvernes nye tyske højreekstremisme skal findes i førkrigstilstandene for den opvoksende generation. Det var frem for alt generationen født umiddelbart efter århundredeskiftet, der kom til at danne grunden i den ny-højreekstremistiske bølge der terroriserede tyverne, og som senere skulle blive Hitlers proto-nazister. I starten af 19-tallet blev disse unge præget af vitalismen og senere også af elementer af futurismen. Nietzsche var også en inspirator. Ideer som idealiserede kraften, ungdommen og fremskridtet var centrale i deres livsopfattelser. Sammen med en mytisk dyrkelse af naturen og dyrkelsen af det kraftfulde og de stærkes forret skabte dette en meget voldsom fremadstormende ungdom, der afskyede det borgerlige dekadente (jødiske) samfund. Det borgerlige, liberale og demokratiske samfund var for dem et svagt og egoistisk samfund, der undertrykte dem, der egentlig burde styre.
De unge mennesker var også gennem ungdomsbevægelserne Wandervögel blevet præget af ideen om et fællesskab med én leder. De nye højreekstreme kunne ønske at overføre dette fællesskab til en samfundsmodel, hvor alle arbejdede sammen under en leder til fælles bedste. Det er en mulighed, for de meget unge højreekstreme havde svært ved at forklare deres ideologiske baggrund.
En ting er dog sikkert, nationen forstået som folket spillede en uhyre vigtig rolle: Det tyske folk var en uløselig enhed. Og i tyvernes turbulente tid så de sig som det tyske folks redningsmænd.
En stor del af de unge højreradikale frikorpsmænd blev centrale personer i NSDAP, og en del blev SS-officerer. Af markante freikorpspersonligheder, der senere gjorde karriere i Tyskland er Ernst Röhm og Heinrich Himmler, og det var meget almindeligt at støde på tidligere frikorpsmedlemmer i de højere cirkler i SS og SA.

### De gamle nationalkonservative
De nationalkonservative var som de unge højreekstreme utilfredse med den liberale, demokratiske tanke. Men de var som borgere ikke direkte imod det borgerlige samfund. I modsætning til de unge højreekstreme var de betydeligt mere klare og pragmatiske, og de kunne meget bedre gøre rede for, hvad de ville. Det betød, at de allerede fra republikkens start organiserede sig i partier og forsøgte at øve indflydelse. De fleste stemmer fik partiet fra den preussiske elite, godsejerne – også kaldtes junkerne.
Deres mål var en genoprettelse af et autoritært kejserrige. De blev også kaldt monarkister. De opnåede som politisk parti aldrig stor indflydelse, da de som overklasse ikke brød sig om massebevægelser, og da kejserriget havde sat sin troværdighed over styr.
Rigspræsidenten den tidligere krigshelt Paul von Hindenburg var en typisk nationalkonservativ.